# Nežádoucí statek
Nežádoucí statek označuje v teorii spotřebitele takový statek, jehož spotřeba snižuje užitek spotřebitele. 
Toto označení nevypovídá o kvalitě statku, ale o preferencích spotřebitele. Například káva je pro mnoho lidí statkem žádoucím (ti si ji kupují). Současně např. pro lidi alergické na kofein je káva statkem nežádoucím.
Nelze zaměňovat nežádoucí statek s méněcenným statkem. Méněcenný statek je statek žádoucí, po kterém klesá poptávka s růstem důchodu spotřebitele. Méněcenný statek je spotřebitel ochoten spotřebovávat, zatímco nežádoucí statek bude spotřebovávat pouze, pokud k tomu bude donucen (pak se jedná o tzv. vázanou spotřebu).